# De lignes en ligne

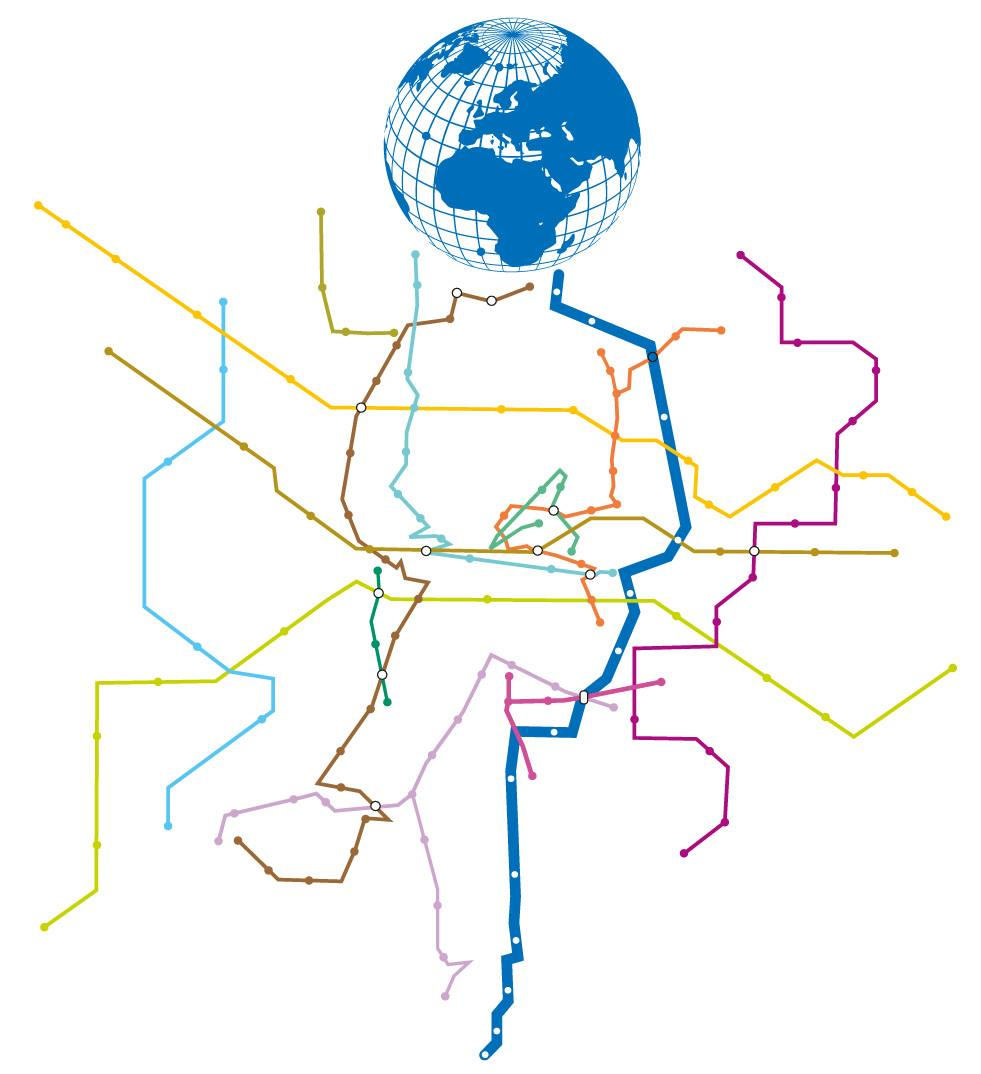

De lignes en ligne est un site internet participatif créé en 2009 et rassemblant les œuvres d’un collectif international de dessinateurs et illustrateurs, professionnels ou amateurs, qui ont en commun le goût du croquis de métro. En observateur invisibles, ces artistes croquent décors, scènes du quotidien, passagers dans leur bulle, modèles repérés au hasard des trajets, produisant un authentique concentré du spectre sociologique des grandes villes. Ce site internet a fait l'objet d'une publication en livre : De lignes en ligne, l'art discret du croquis de métro, publié aux éditions Eyrolles.

## Histoire
En 2008, après une vingtaine d'années à dessiner dans les transports en commun et à la suite de sa rencontre avec Annaïg Plassard, Nicolas Barberon, graphiste et illustrateur, décide de créer un site consacré aux croquis de métro. Aidés par les développeurs Manu Balland et Jean-Yves Barillec, ils lancent le site, qu'ils baptisent De lignes en ligne, le 1er juillet 2009.
À ses débuts, le site compte moins d'une dizaine de croqueurs (parmi lesquels Santiago Bordils, Simon, Laurent Maffre, Olivier Martin…) mais, grâce au bouche-à-oreille et aux rencontres en festival de bande dessinée et salons du livre, les rangs commencent à grossir. Le site ne présente alors que des croquis issus du métro parisien et du RER francilien.
En juin 2010, De lignes en ligne est agrémenté d’un habillage sonore rappelant les bruits quotidiens du métro et réalisé par la « sound designeuse » Amandine Casadamont.
En 2013, le site est rénové et s'agrandit en accueillant les croquis de métros d’autres grandes villes françaises (Lille, Lyon, Marseille), puis du monde entier (New York, Londres, Tokyo, Pékin, Rome, Barcelone…).
En octobre 2015, un ouvrage, publié aux éditions Eyrolles, compile le travail de 75 participants au site : De lignes en ligne, l'art discret du croquis de métro.
En 2016, il héberge plus de 150 croqueurs, français et étrangers, dont des artistes reconnus : illustrateurs (Joëlle Jolivet, Olivier Balez, Enrique Flores, Amélie Graux, Ivan Sigg, Dominique Mutio…), auteurs de bande dessinée (Cyril Pedrosa, Martin Trystram, Gaëlle Hersent, Loïc Sécheresse, Wandrille, Olivier Martin, Loïc Guyon…), carnettistes (Lapin, Simon, Damien Roudeau, Marielle Durand, Didier Locicero…) et graphistes (Jeanne Verdoux, Santiago Bordils…).

## Publication
De lignes en ligne, l'art discret du croquis de métro. Éditions Eyrolles. 2015

## Expositions
Le travail des artistes du site a fait l’objet de plusieurs expositions à Paris et en banlieue parisienne :
- Participation à l’exposition Ticket pour une expo au Musée des arts et métiers (du 7 juin 2011 au 1er janvier 2012)
- Galerie Daniel Maghen, Paris (du 1er juillet au 31 juillet 2011)[4]
- Exposition itinérante au sein des locaux de la RATP (du 5 avril 2012 au 28 février 2013)
- Participation à l’exposition Ivry-Vitry-Choisy (du 9 mai 2012 au 20 juin 2012)
- Exposition à Marly-le-Roi (du 12 octobre 2013 au 31 octobre 2013)